# ARL8A
ARL8A (англ. ADP ribosylation factor like GTPase 8A) – білок, який кодується однойменним геном, розташованим у людей на короткому плечі 1-ї хромосоми.  Довжина поліпептидного ланцюга білка становить 186 амінокислот, а молекулярна маса — 21 416.
| 10         |  | 20         |  | 30         |  | 40         |  | 50         |
| ---------- |  | ---------- |  | ---------- |  | ---------- |  | ---------- |
| MIALFNKLLD |  | WFKALFWKEE |  | MELTLVGLQY |  | SGKTTFVNVI |  | ASGQFNEDMI |
| PTVGFNMRKI |  | TKGNVTIKLW |  | DIGGQPRFRS |  | MWERYCRGVS |  | AIVYMVDAAD |
| QEKIEASKNE |  | LHNLLDKPQL |  | QGIPVLVLGN |  | KRDLPGALDE |  | KELIEKMNLS |
| AIQDREICCY |  | SISCKEKDNI |  | DITLQWLIQH |  | SKSRRS     |  |            |

A: Аланін

C: Цистеїн

D: Аспарагінова кислота

E: Глутамінова кислота

F: Фенілаланін

G: Гліцин

H: Гістидин

I: Ізолейцин

K: Лізин

L: Лейцин

M: Метіонін

N: Аспарагін

P: Пролін

Q: Глутамін

R: Аргінін

S: Серин

T: Треонін

V: Валін

W: Триптофан

Задіяний у таких біологічних процесах як клітинний цикл, поділ клітини, мітоз, розходження хромосом. 
Білок має сайт для зв'язування з нуклеотидами, ГТФ. 
Локалізований у мембрані, лізосомі, ендосомах.